# Ϛ
Stigma（大写Ϛ、小写ϛ）是希腊字母ς和τ的连字，现在有时用来代表希腊数字6。小写 stigma与希腊字母ς（final sigma）形状相似，但stigma 的顶部开得较大，也延伸得较右。
当Ϝ (digamma)用作希腊数字 6 时，它的草体图像形式也称为stigma。但事实上，在古希腊到中世纪（公元1000年）之前，没有迹象显示stigma是连字或用作数字。

## 外部連結
- Stigma （页面存档备份，存于）（英文）